# Domoslav (kníže)
Domoslav, též Damoslaus, Bohuslav či Bonuslaus (* kolem 1000 (nebo později) – 1048), kníže Nitranského knížectví v letech 1042 a 1046–1048. Domoslav byl synem nitranského knížete Ladislava Lysého z rodu Arpádovců a jeho ruské manželky.

## Život
Polská svrchovanost nad územím Slovenska trvala až do smrti Boleslava Chrabrého roku 1025 nebo až do roku 1029. Právě v této době zemřel i Ladislav Lysý, který po sobě zanechal nezletilého syna Domoslava. Správy údělného knížectví v Nitře se ujal Ladislavův bratr Vazul. Po smrti jediného Štěpánova syna Emericha roku 1031 dvorské kruhy dali Vazula v Nitře oslepit. Vazulovi synové Levente, Ondřej a Béla společně se svým bratrancem Domoslavem stihli utéct do sousedních Čech. Roku 1039 musel Domoslav v důsledku spojenectví českého knížete Břetislava I. a uherského krále Petra Orseola opustit rovněž Čechy a zamířil pravděpodobně do Německa. Po pádu Petra Orseola (1041), podrobení se českého knížete Břetislava německému králi Jindřichovi III. a uzavření německo-českého spojenectví v říjnu 1041 proti Samuelovi Abovi, zaujal Domoslav místo v plánech Břetislava při výpravě proti Uhersku. Začátkem září 1042 německé a české vojsko dobylo území na sever od Dunaje a Jindřich III. na radu Břetislava a se souhlasem obyvatel, kteří odmítli přijmout Petra Orseola, svěřil dobyté území Domoslavovi. Po odchodu německých a českých vojsk však Samuel Aba z tohoto území Domoslava vyhnal a ten musel znovu uprchnout do Čech. Domoslav se vrátil do Nitranska, které se nepřidalo k pohanskému povstání v Uhrách, až v roce 1046. Zde vládl jako nitranské kníže až do své smrti roku 1048. Pohřben byl v klášteře v Pécsváradu, který sám obdaroval. Po jeho smrti se stal nitranským knížetem jeho bratranec Béla I.